# إل بيديرنوسو
بلدية إل بيديرنوسو (بالإسبانية: El Pedernoso)، هي إحدى بلديات مقاطعة قونكة إحدى مقاطعات إسبانيا، والتي تقع في منطقة قشتالة لا منتشا وسط البلاد، والمائلة لجهة الشرق من إسبانيا.
يبلغ عدد سكانها 1.307 نسمة وفقاً لإحصائية سنة (2007).